# الجلجثة (الملاذ)

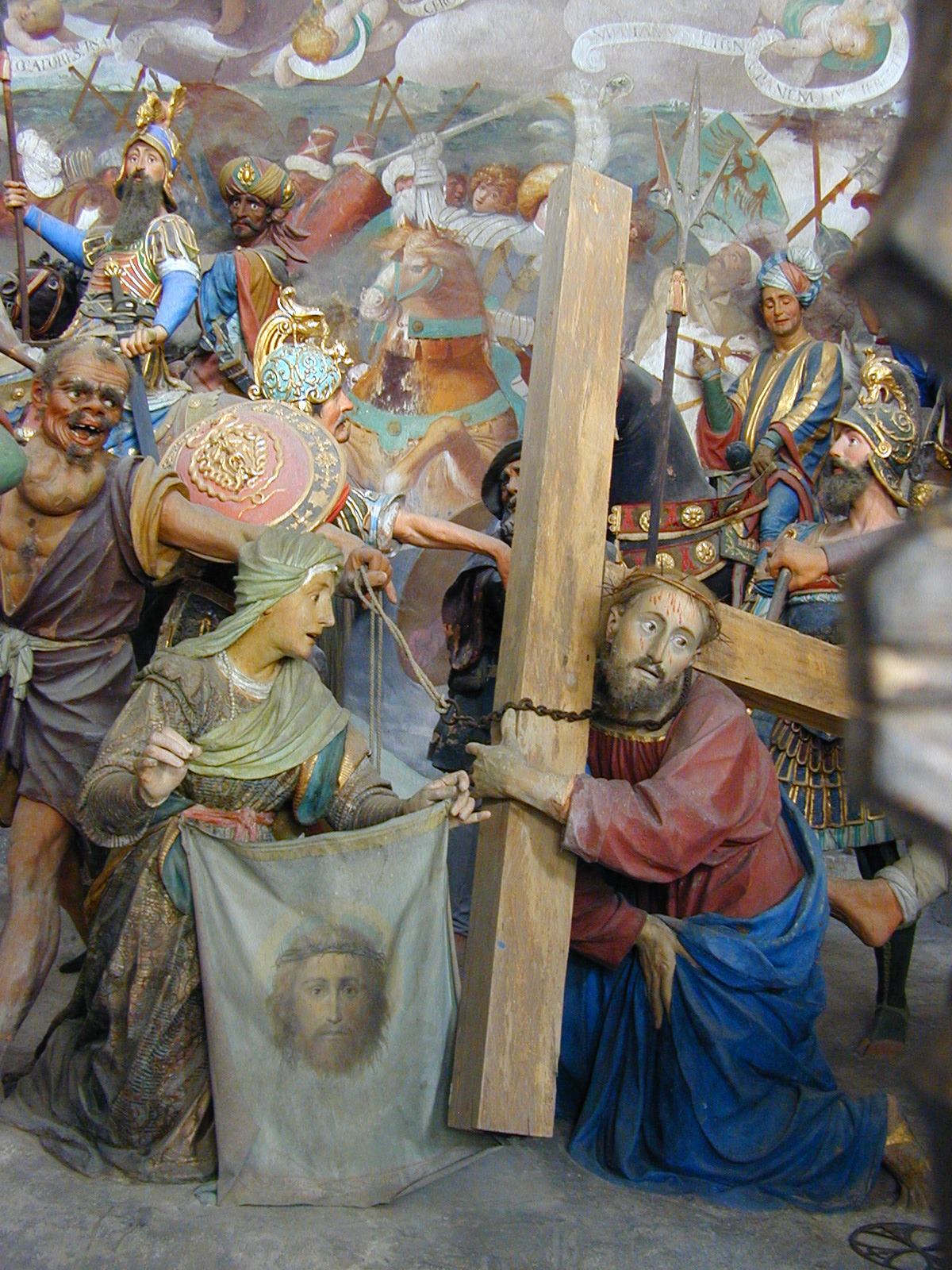
ساكرو مونتي دي فارالو، تاباكيتي وجيوفاني دينريكو، المسيح على الطريق إلى الجلجثة، 1599–1600، نحت شخصيات رئيسية ولوحة جدارية خلفها

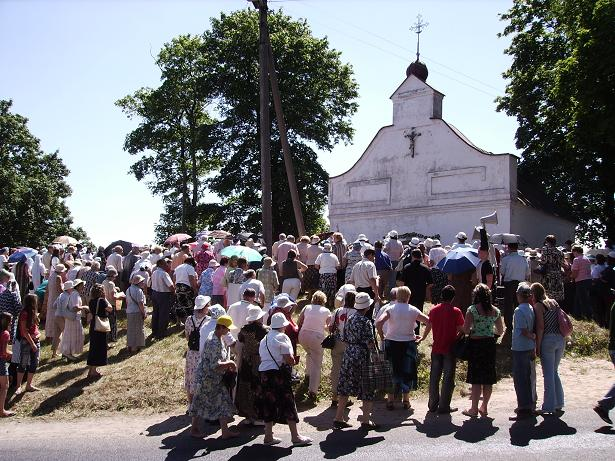
الولاءات في الجلجثة الساموغية في ليتوانيا، 2006

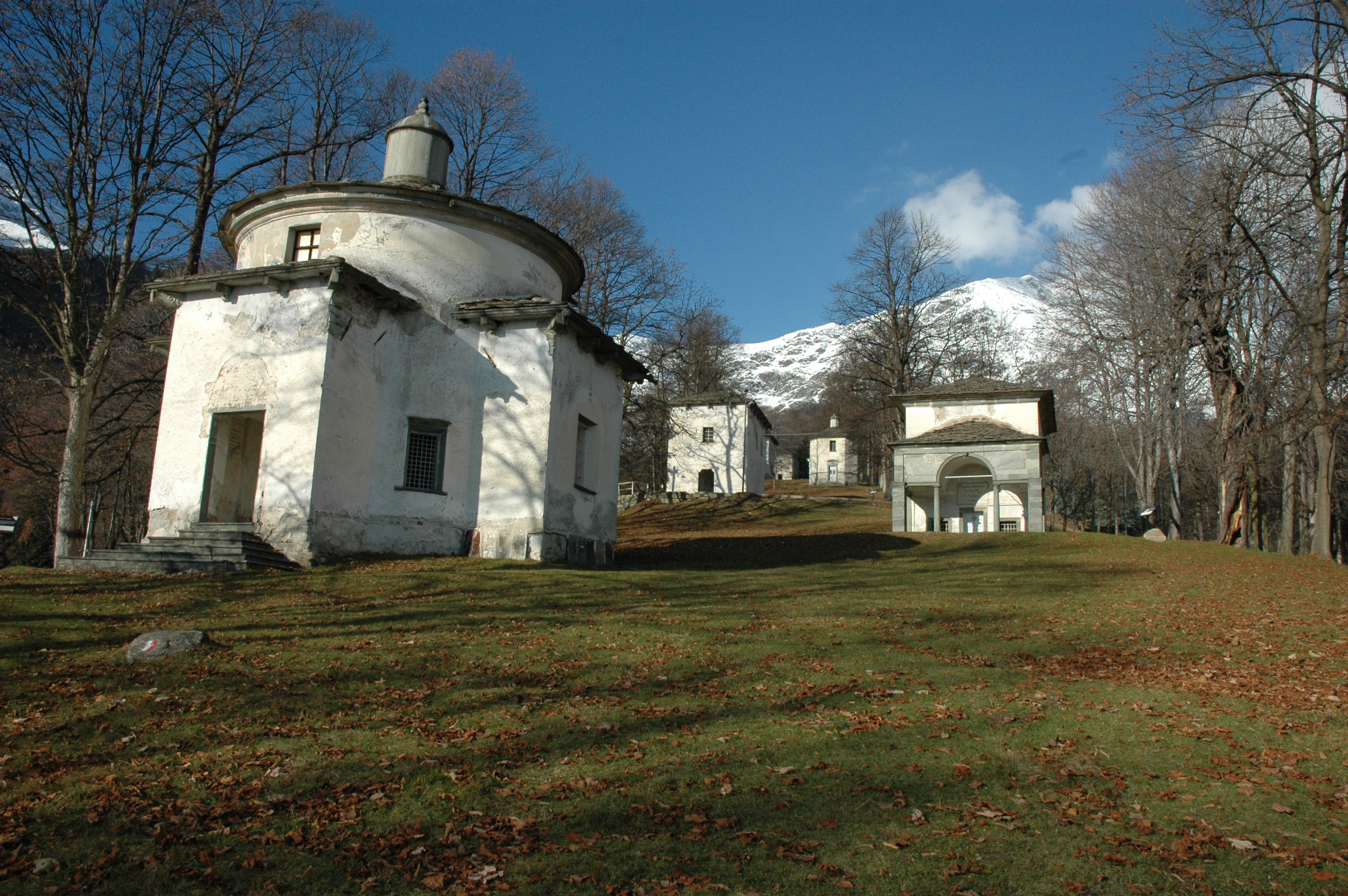
المصليات في جبل العروبة المقدس

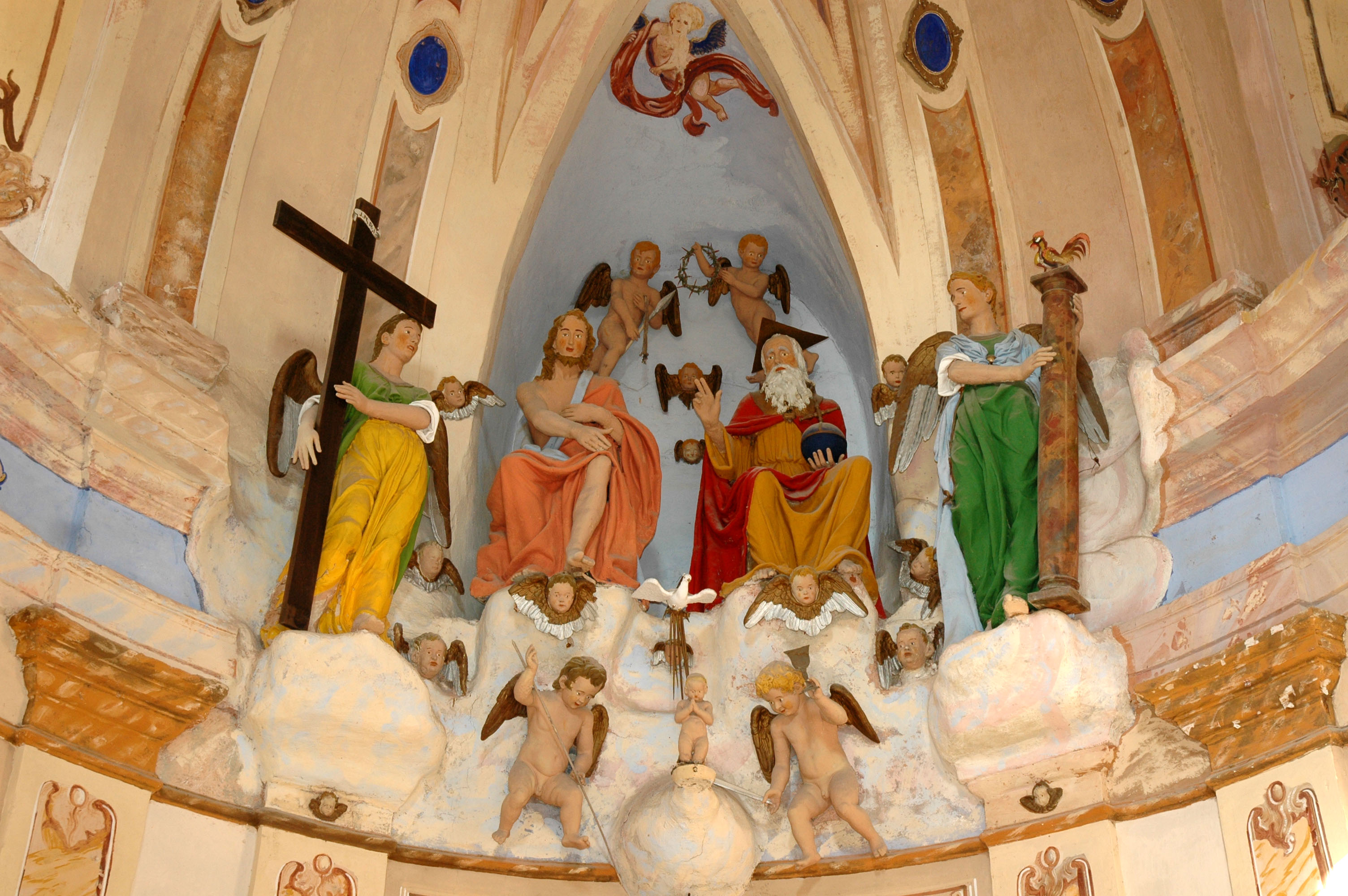
الحمل بمريم في كنيسة ساكرو مونتي دي أوروبا

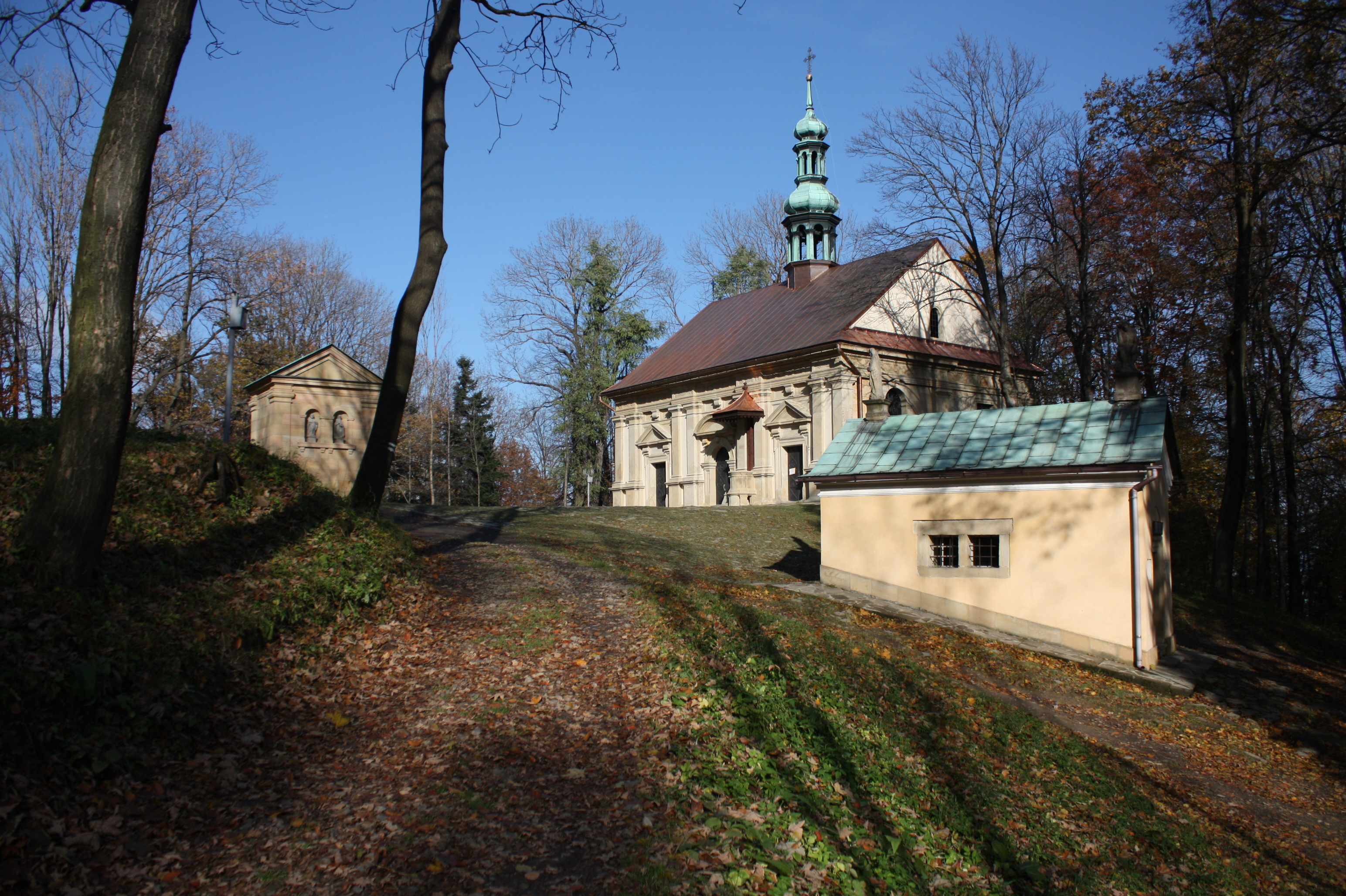
كنائس صغيرة في كالواريا زيبرزيدوسكا

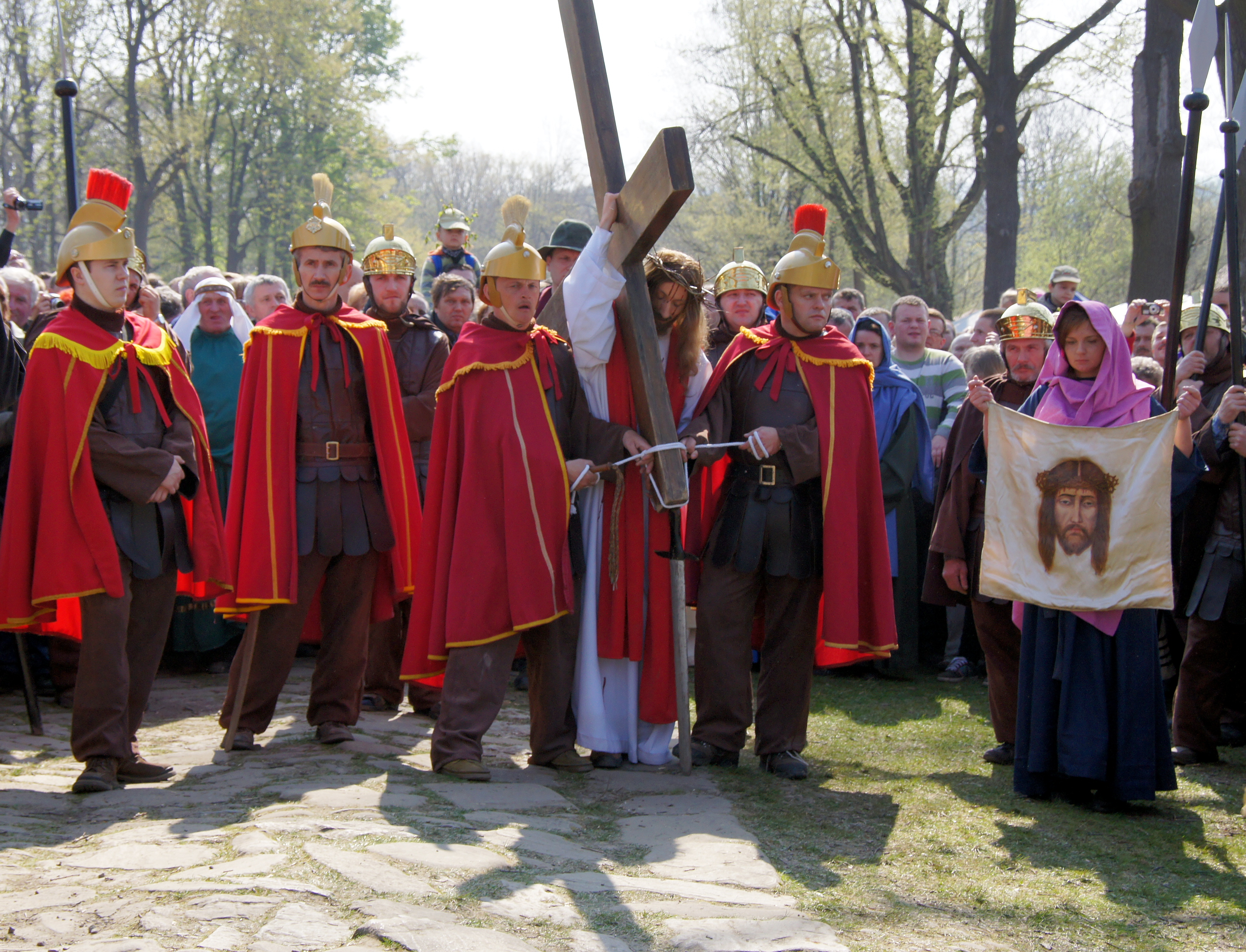
مسرحية غامضة في كالواريا زيبرزيدوسكا، 2011

الجلجثة، وتسمى أيضًا تل الجلجثة، أو الجبل المقدس، أو الجبل المقدس، هي نوع من الأماكن المقدسة المسيحية، مبنية على سفوح تل، وتتكون من مجموعة من الكنائس، وعادة ما تكون مصممة على شكل طريق الحجاج. ويهدف إلى تمثيل آلام يسوع المسيح ويأخذ اسمه من الجلجثة، التل في القدس حيث تم صلب يسوع.

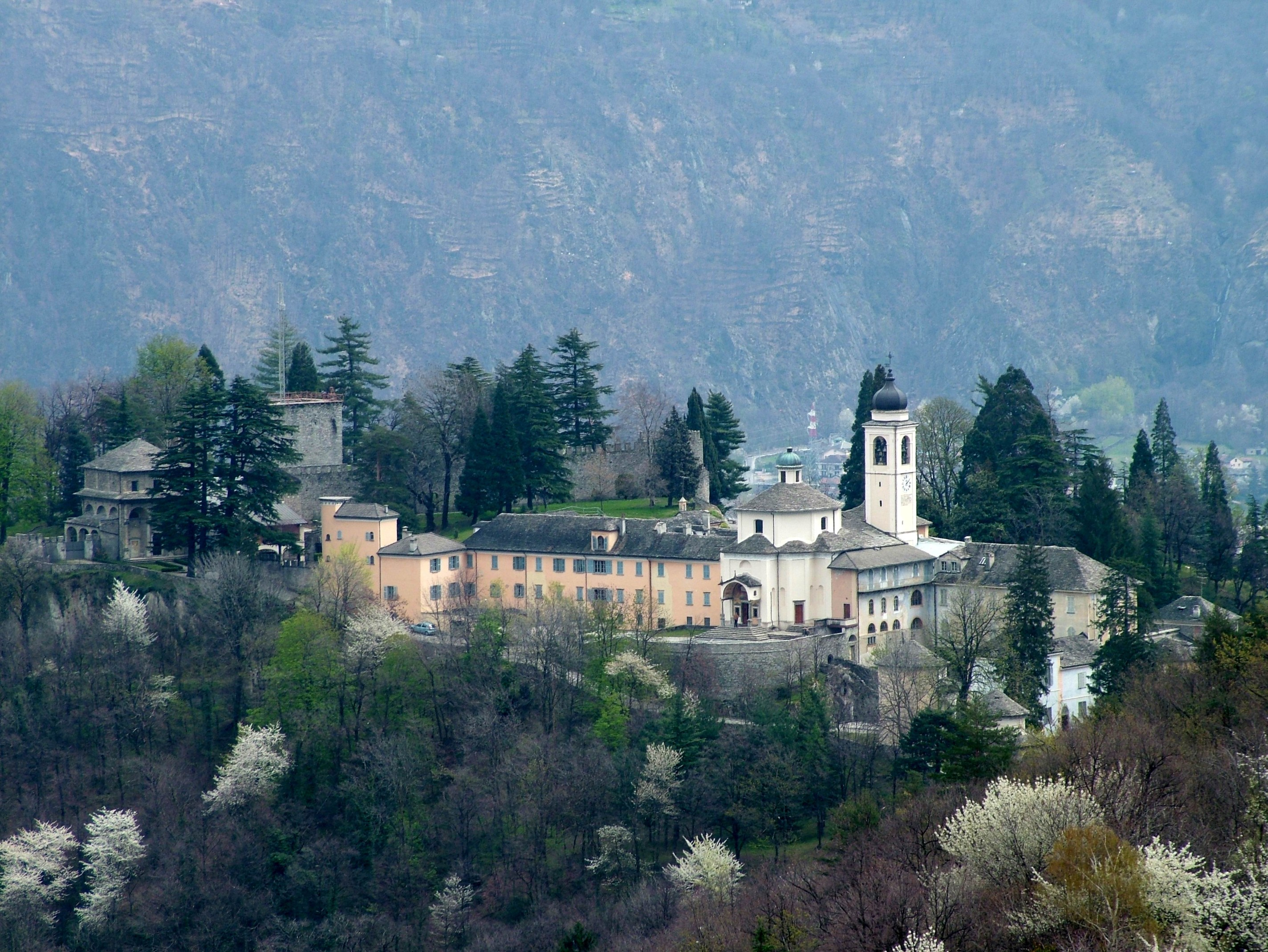
جبل دومودوسولا المقدس

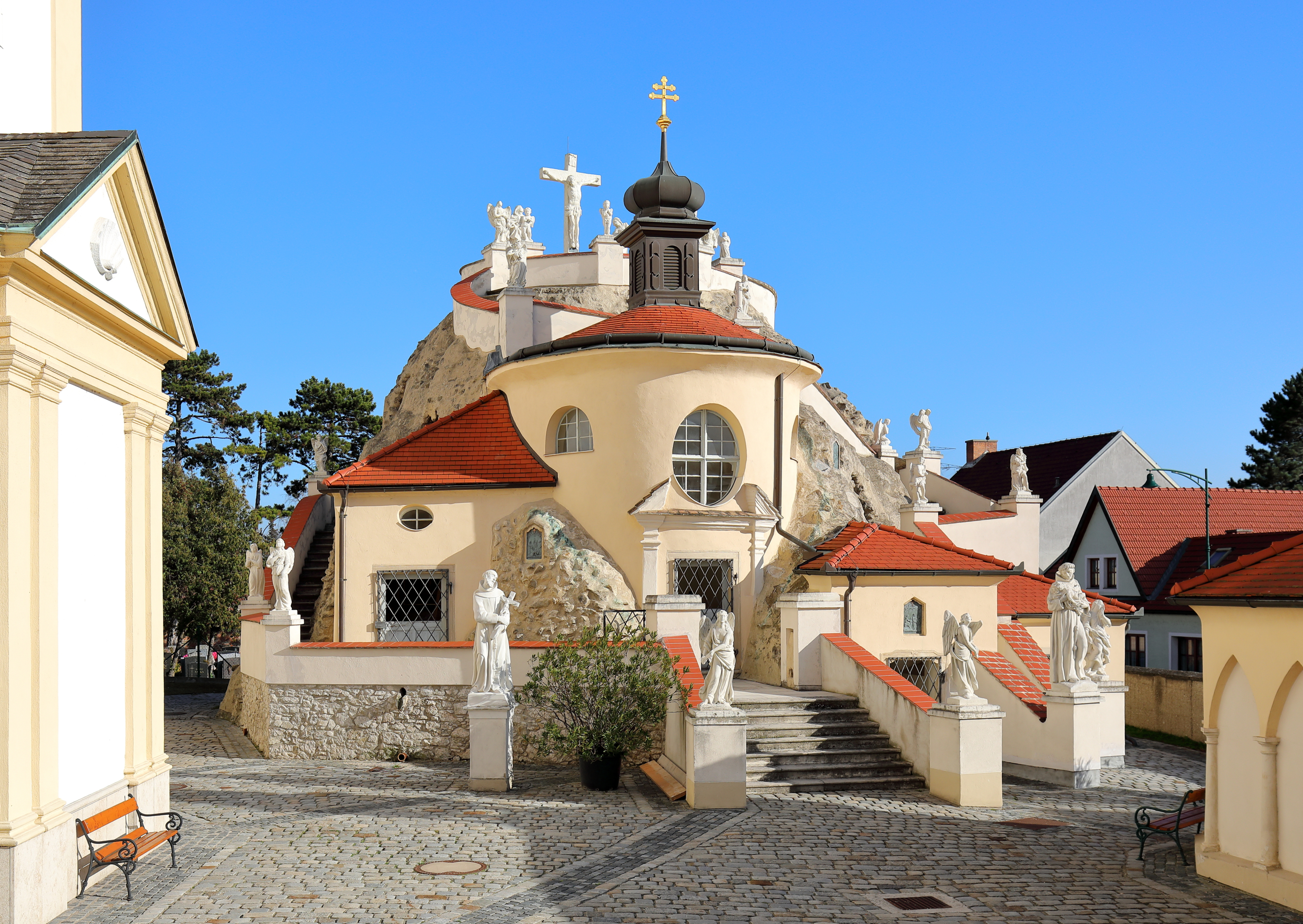
تلة الجلجثة في ماريا لانزيندورف (1700)

تعمل هذه المحطات كإصدارات موسعة إلى حد كبير من محطات الصليب المعتادة في الكنائس الكاثوليكية، مما يسمح للمؤمنين بمتابعة تقدم مراحل آلام المسيح على طول طريق الآلام في القدس. تحتوي كل كنيسة على صورة كبيرة للمشهد من آلام المسيح التي تحيي ذكراها، وأحيانًا تكون منحوتة، وقد يصل حجمها إلى الحجم الطبيعي. كان هذا النوع من الأضرحة شائعًا بشكل خاص في العصر الباروكي عندما كانت الأرض المقدسة تحت الحكم التركي العثماني وكان من الخطير والصعب للغاية القيام برحلة حج إلى كنيسة القيامة في القدس.
كانت الجلجثة تحظى بشعبية خاصة بين الرهبان الفرنسيسكان واليسوعيين، وهي أكثر شيوعًا في إيطاليا والمناطق الكاثوليكية في ألمانيا وأوروبا الوسطى التي يحكمها آل هابسبورغ. وكان يتم وضعها عادة في الحدائق بالقرب من الكنيسة أو الدير، وعادة على تلة يصعدها الزائر تدريجيا. تسمى الكنائس الإيطالية عادة بـ الجبل المقدس ("التل")؛ هناك مجموعة من تسعة معابد للجبال المقدسة في بيدمونت ولومباردي والتي تعتبر بارزة بشكل خاص؛ وتتراوح تواريخ تأسيسها بين عامي 1486 و1712. كانت العبادات تحظى بشعبية كبيرة في أسبوع الآلام، قبل عيد الفصح، عندما كانت تقام مواكب كبيرة حول المحطات، وقد يتم أيضًا تمثيل المسرحيات الغامضة. إذا تم إنشاء سلاح الفرسان في مكان مأهول بالسكان، فقد يؤدي ذلك إلى تحديد موقع قرية أو مدينة جديدة. تمت تسمية العديد من القرى والبلدات على اسم هذا المجمع.

## مصطلحات
كان جبل الجلجثة هو الموقع خارج أبواب القدس حيث حدث صلب المسيح. تم تكرار المشهد في جميع أنحاء العالم في العديد من "تلال الجلجثة" بعد الإصلاح المضاد، ويستخدمها الروم الكاثوليك على وجه الخصوص كجزء من عبادتهم وتبجيلهم لله.
المصطلح مشتق من ترجمة القديس جيروم اللاتينية الكنسية في النسخة اللاتينية للاسم الآرامي للتلة الأصلية، الجلجثة، حيث يطلق عليه calvariae locus "مكان الجمجمة". ترجم مارتن لوثر الجلجثة إلى "مكان الجمجمة" (Scheddelstet). هذه الترجمة مثيرة للجدل؛ على أقل تقدير ليس من الواضح ما إذا كانت تشير إلى شكل التل، أو استخدامه كمكان للإعدام أو الدفن أو تشير إلى شيء آخر.
يشير مصطلح "تل الجلجثة" اليوم إلى تصوير بالحجم الطبيعي تقريبًا لمشاهد آلام المسيح، مع منحوتات لشخصيات إضافية. تم إعداد هذه المشاهد على سفوح التل. عادة ما يتم وضع محطات الصليب الأربعة عشر التقليدية على طول الطريق إلى قمة تل الحج، وغالبًا ما توجد كنيسة أو مصلى صغير ومنعزل يقع على بعد عشرات إلى مئات الأمتار.
لا ينبغي الخلط بين تلال الجلجثة والجلجثة، وهي نوع محدد من الصلبان التذكارية على جانب الطريق، وهو تقليد يوجد في الغالب في بريتاني وخاصة في فينيستير، والذي تم بناؤه في أروقة الرعية بين عامي 1450 والقرن السابع عشر.

أمثلة تمثيلية
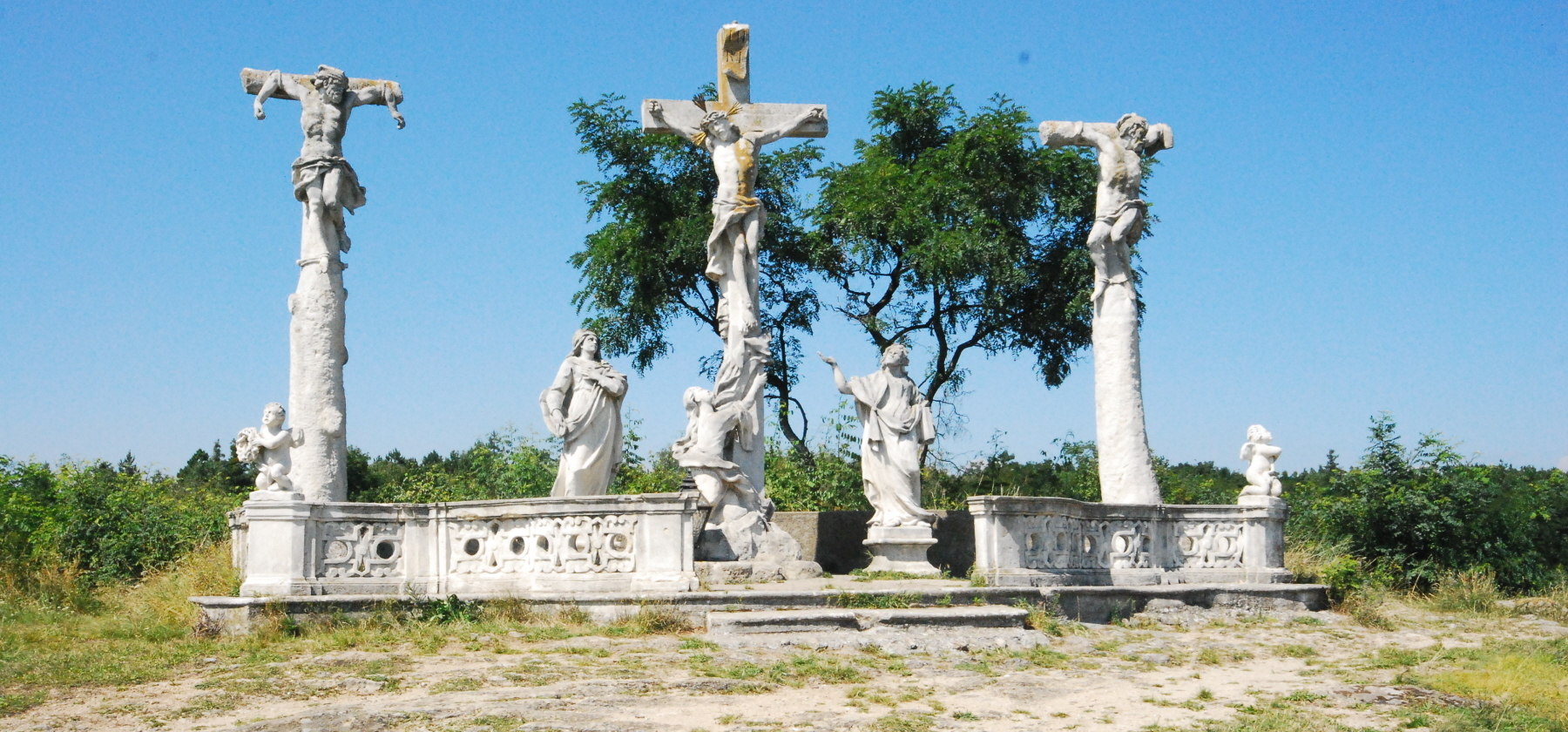
نصب تذكاري متعدد الأشكال على جانب الطريق
- ملف:(ريتز)
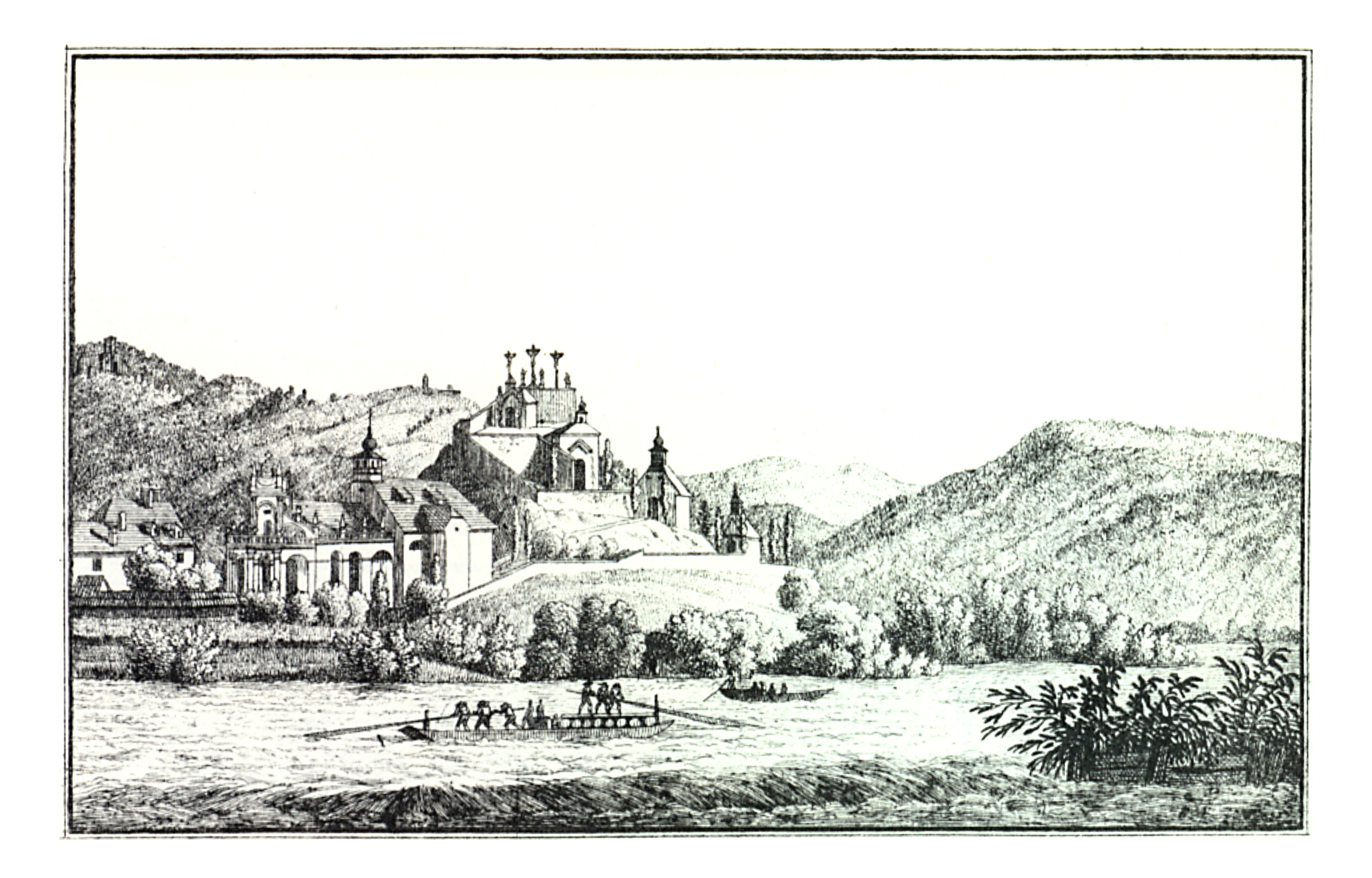
تلة الجلجثة في لند (جراتس) حوالي عام 1830
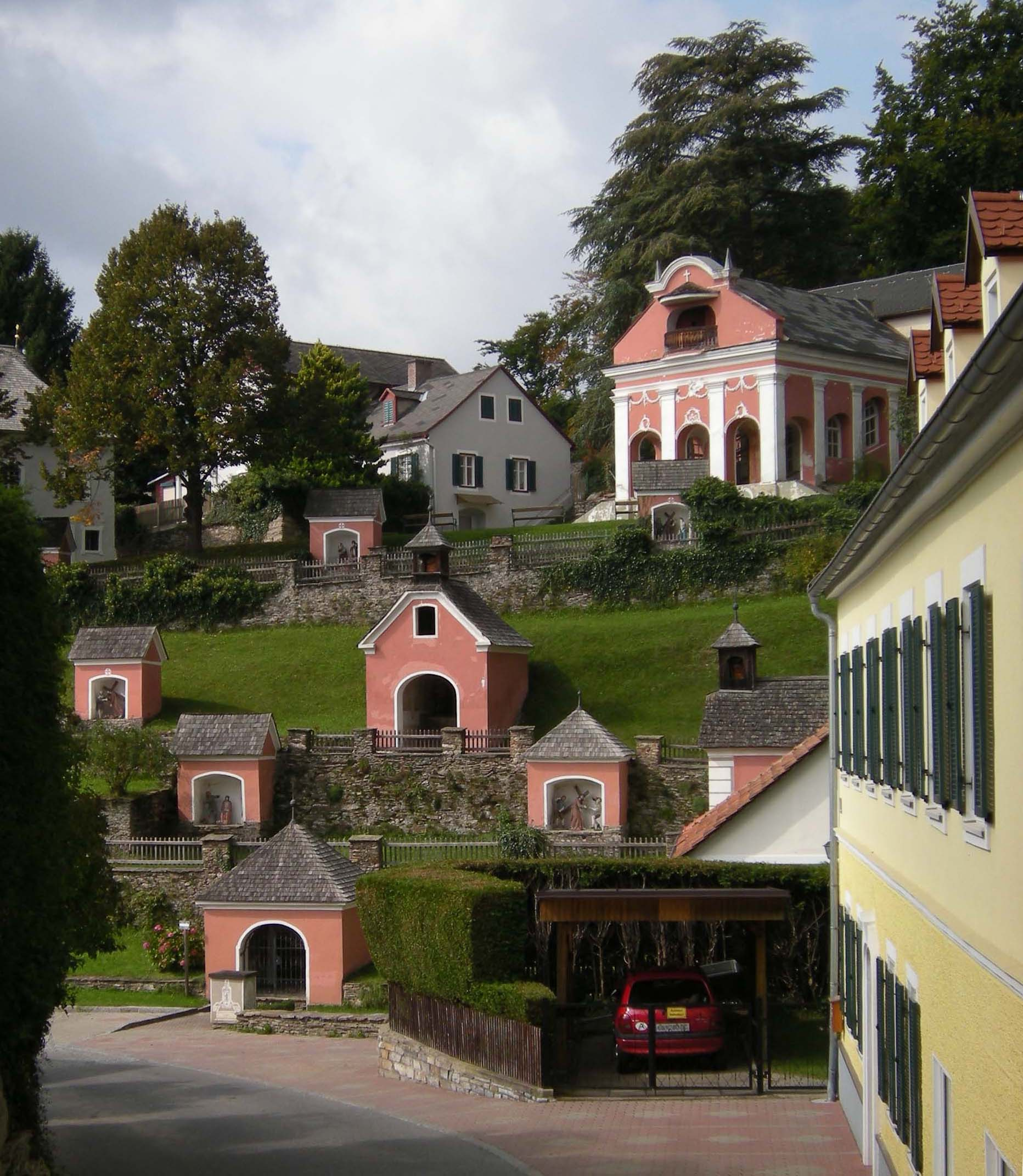
تل الجلجثة وكنيسة درب الصليب
- ملف:(شارع. راديجوند باي جراتس
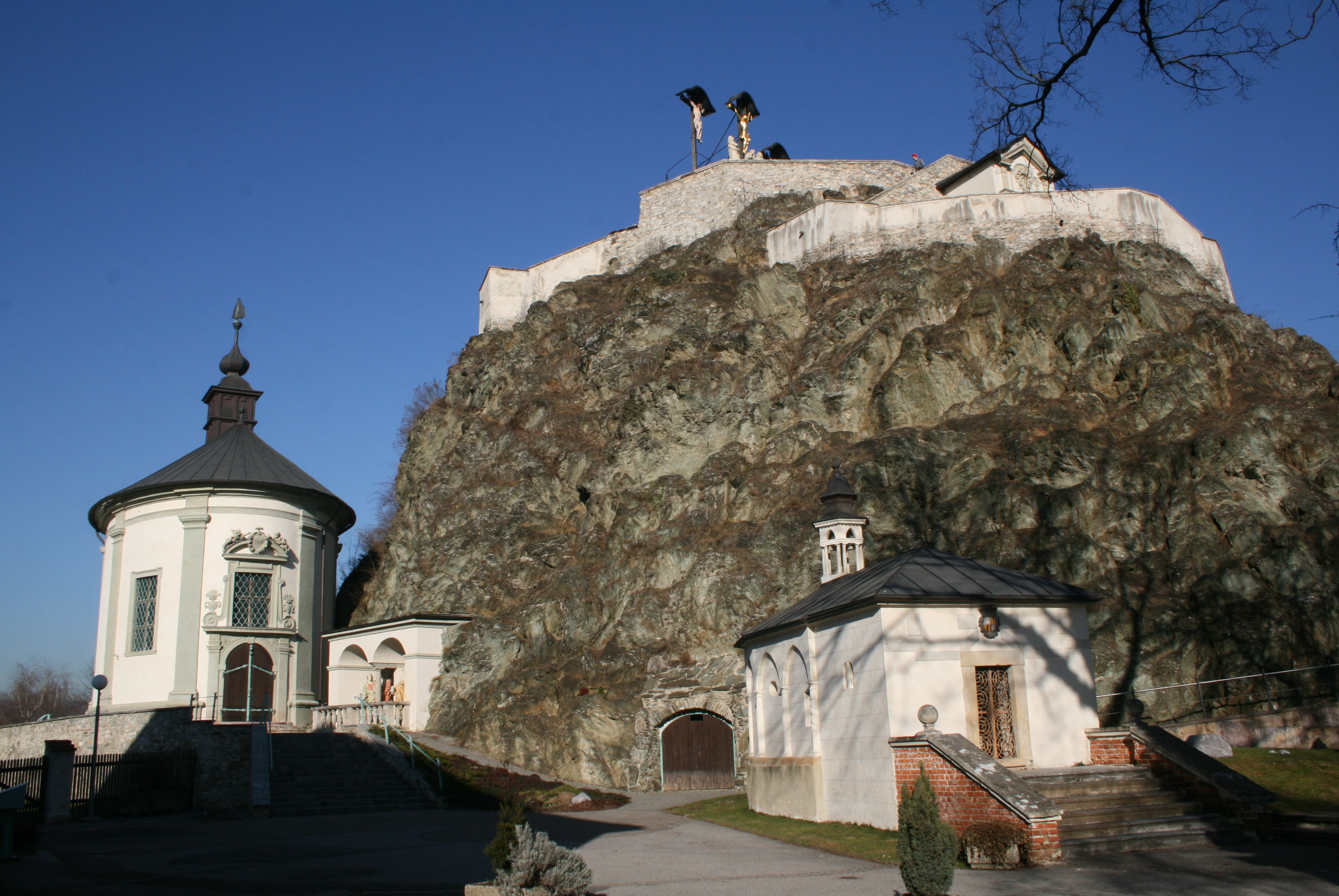
ضريح به العديد من المصليات
- ملف:(غراتس)
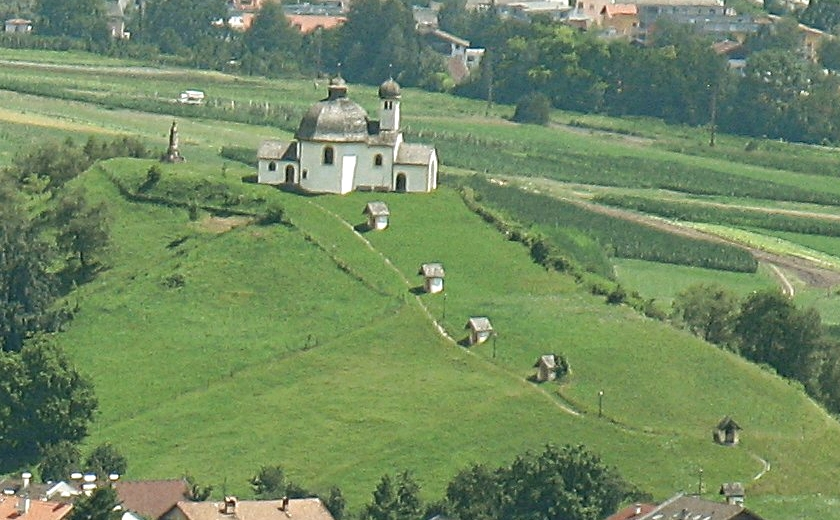
كنيسة التل مع محطات الصليب
- ملف:(أرزل باي إنسبروك)
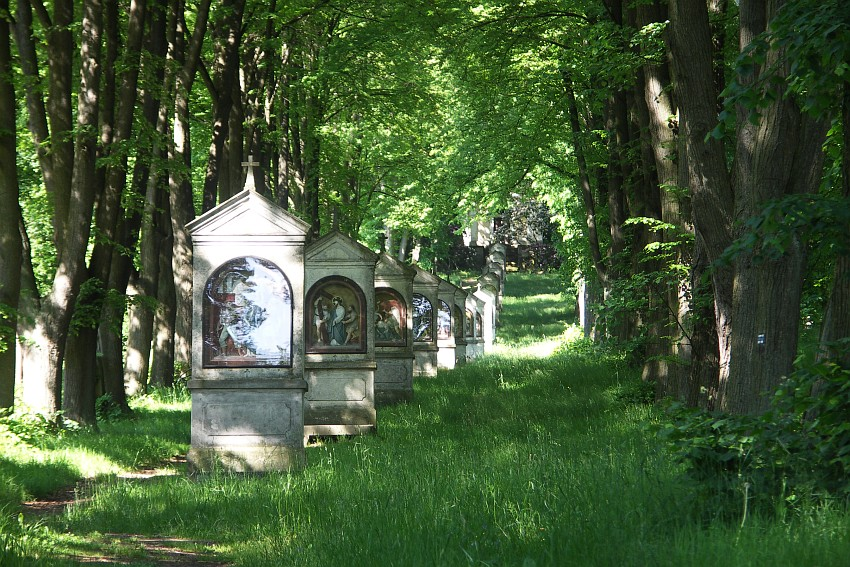
تصميم يشبه الحديقة
- ملف:(سفيكوف)
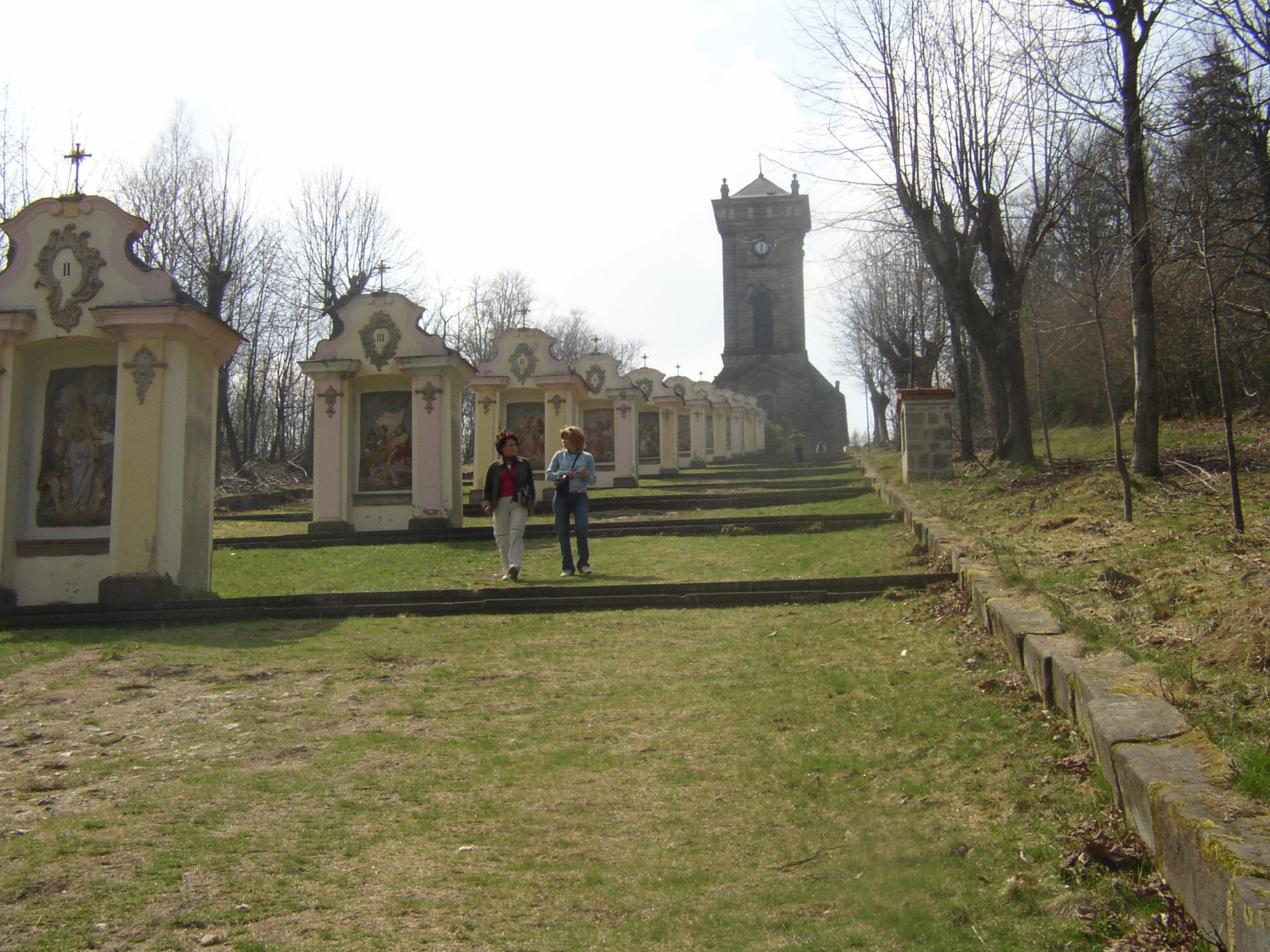
نصب تذكاري للمناظر الطبيعية يمكن رؤيته بحرية على القمة
- ملف:(تلة الجلجثة بالقرب من جيريتين بود جيدلوفو)
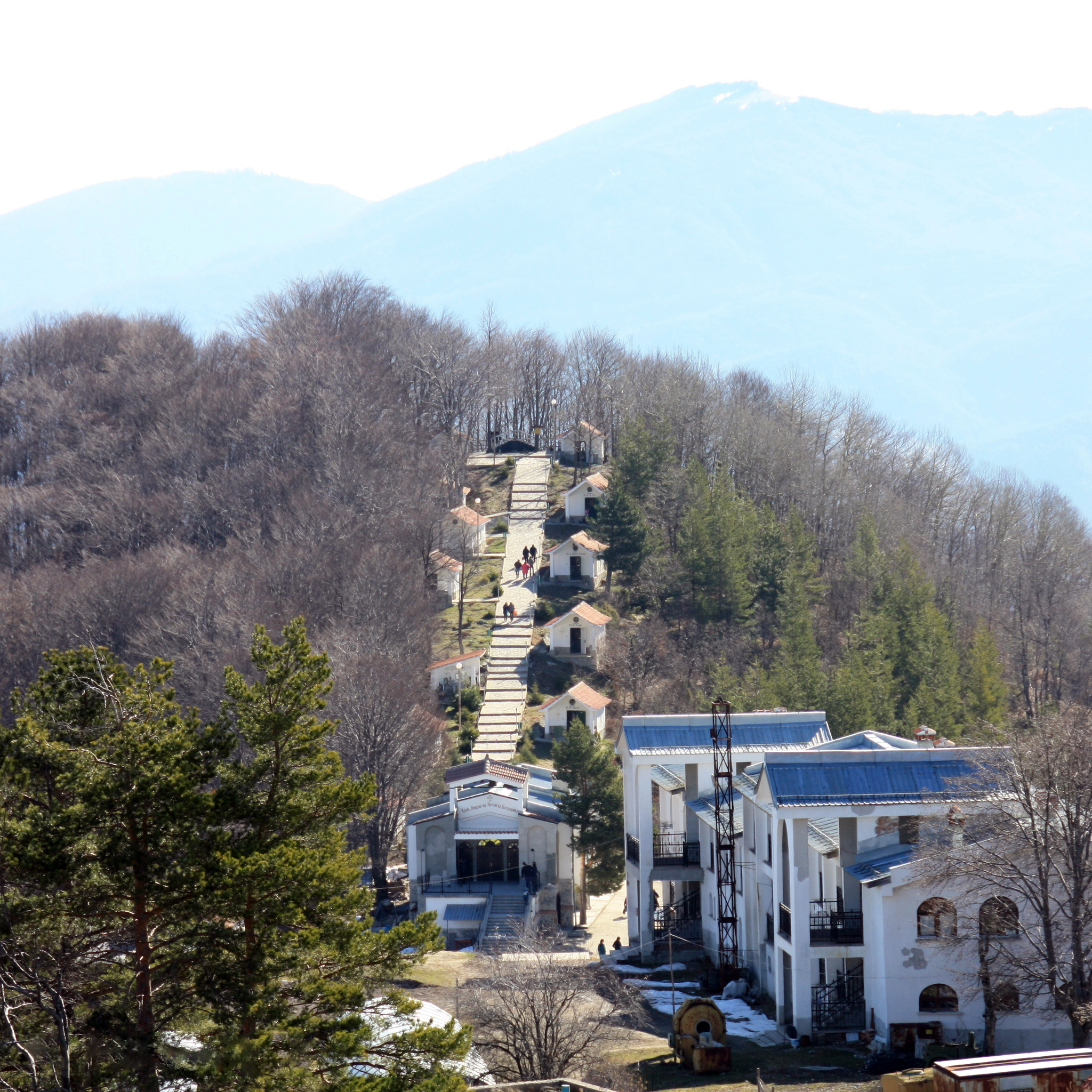
تخطيط في الدير
- ملف:(كراستوفا غورا)

## الجلجثة في العالم

### النمسا

#### بورغنلاند
- تلة الجلجثة، كنيسة بيرجكيرش في آيزنشتات
- تلة الجلجثة، فراونكيرشن
- تلة كاليفاري، لوكنهاوس
- في نويزيدل أم سي
- في بينكافيلد

#### كارينثيا
- في سانت بول إم لافانتال
- في سانت ستيفان إم غيلتال

#### النمسا السفلى
- بالقرب من أغسباخ تشارترهاوس في أغسباخ، وهي قرية في واهاو
- في فالكنشتاين في حي النبيذ
- في كيرشبرغ أم فيكسل
- في ليلينفيلد، أكبر تلة جلجثة في النمسا
- في مارباخ آن دير دوناو
- في ماريا لانزيندورف بالقرب من فيينا
- في بيلرسدورف في حي النبيذ
- تلة الجلجثة، ريتز
- في إيجنبورج
- في زويتل

#### النمسا العليا
- تلة الجلجثة، أيجن في موهلكرايس
- في فرايستادت
- تلة الجلجثة، جوساو
- تلة الجلجثة، كرمسمونستر
- في سانت مارتن إم إنكرايس
- في شفيرتبيرج

#### سالزبورغ
- تلة الجلجثة، ماريا بوهيل
- تلة كاليفاري، سهل ماريا
- في أوبرندورف باي سالزبورغ

#### ستيريا
- تلة الجلجثة (بروك آن دير مور)
- تلة الجلجثة، (دويتشفيستريتز)
- كالفارينبرغ (جراتس)
- تلة الجلجثة، ليوبن
- (سانكت مارغاريثين باي كنيتلفيلد).
- تلة الجلجثة (سانت راديجوند باي جراتس)
- تلة كاليفاري (فيلدباخ)

#### تيرول
- كنيسة كاليفاري هيل، أرزل، في حي إنسبروك في أرزل
- في كوفشتاين
- تلة كاليفاري، ثور

#### فيينا
- في هيرنالز

### بيلاروسيا
- في ميادزيل (بلدة صغيرة شمال مينسك (Мядзел)
- في مينسك (مينسك)

### بلجيكا
- في موريسنيت/ بلومبيير
- في مالميدي

### بوليفيا
- سيرو كالفاريو

### كندا
- درب أوكا للجلجثة بالقرب من أوكا، كيبيك

### كرواتيا
- تلة الجلجثة بالقرب من أليماس

### الجمهورية التشيكية

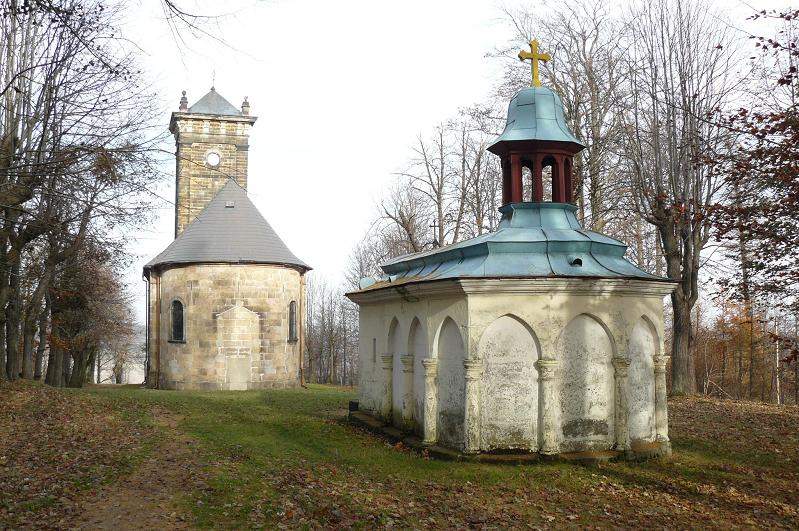
المصليات في الجلجثة في جيريتين بود جيدلوفو، جمهورية التشيك

- في جيريتين بود جيدلوفو
- في سفيكوف

### أثيوبيا
- لاليبيلا

### إنجلترا
دير جبل سانت برنارد، ليسيسترشاير.

### ألمانيا
- تل كالفاري، أرهويلر (مع دير كالفاريينبرغ)، أرهوييلر، مقاطعة أرهويلر، رينلاند-فلاتينات
- تل كالفاري، إيترباخ إيتارباخ، مقاطعة فريسينغ، بافاريا
- كنيسة كالفاري هيل، ألطومونستر
- في مدينة باد كيسينجنكيسنجن السيئ
- في مدينة بد نيونهر-أرهويلر (كمدرسة)
- في مدينة " باد لاير " (لاير) السيئ
- في باد تولز، باد تولز فولفراتسهاوزن، بافاريا
- في برختسغادين
- تل كالفاري، برغهيم، برغهايم، رين-إرفت-كريس، شمال رين-وستفاليا
- في بيدينجن مقاطعة أوستالغاو
- في بيركينغين (تورينغيا)
- في بورلادينجن
- في تشام (بالطينية العليا)
- في (دوناواورت)
- تل كالفاري، دوروايلر، دوروايير، مقاطعة ديرين، شمال الراين-وستفاليا
- في إبنات في أوبرفالفالزإبنات في أوبرفالز
- في فالكنبرغ (أوبرفالفلز)
- في فيختلبرغ (أوبرفرانكن)
- في "فولدا"
- تل كالفاري فوسن مقاطعة أوستالجيو بافيريا
- تل كالفاري جريدينغ، مقاطعة روث، بافاريا
- في جوريتز في هيليجن-غراب-إنسبل"هايليجن" - "جراف" - "إنسيب"
- تل كالفاري، غوندلزهيم وورتمبرغ
- في إيمنشتات
- بالقرب من كنيسة الحج، عيد جميع القديسين في جيتينجن-شيبباتش
- في قرية الحج كينزويلر
- تل كالفاري، كيرختهومباخ كيرخثهومباش، مقاطعة نيوستاد آن دير والدناب، بافاريا
- في (كونرزروث)
- تل كالفاري لاوترهوفن، مقاطعة نيوماركت في أوبرفافلز، بافاريا
- باللغة اللونغريةالطولات
- في ليبيك (أورشليمبرغ)
- في مارسبيرغ
- في دير كروزبرغ في رود(رون)
- تل كالفاري نيوسات، مقاطعة شواندورف، بافاريا
- في أستريتز ساكسن
- في دير سانت مارينتال
- تل كالفاري بارسبيرغ، مقاطعة نيوماركت في بلاتينات العليا، بافاريا
- في (بيتينغ) في (أبر بافاريا) بافاريا العليا
- في (فريدم)
- في (بيلغ) في رينلاند-فلاتيناتالراين-فلاتينات
- في بوبنهاوزن وكذلك في بالينغ، كلاهما في بافاريا العليا
- في بلدية بوسنهوفن (بوكينغ) على بحيرة ستارنبيرغ
- في كهف الشيطان بالقرب من بوتينشتاين
- تل كالفاري بروم، إيفيلكريس بيتبورغ بروم، رينلاند-فلاتينات
- كالفاري هيل، أندورف، في بلدية بلانكنهايم
- تل كالفاري، رايكولزريد
- في سيختفور على (لويرموند)
- في ستولينجن
- تل كالفاري شوابيغ، مقاطعة أوجسبورغ، بافاريا
- في (سنتوفين)
- في سترايلن على نهر الراين السفلي
- بالقرب من ويتنهاوزن في بلدية كاميلتال
- في وينغمونشن (قريب من ميونيخ)
- في كسينتين أوم نيدررين
- في زيل في كنيسة فيسنتال على موهنبرغ
- تل كالفاري في موقع الحج في كلوسترليكفيلد في بافاريا ليس هناك محطات للصليب، ولكن نصب نصب مع درجة خارجي.

### اليونان
- على تلة فيليريموس في رودس

### هنغاريا
- تلة الجلجثة في بيكس

### إيطاليا
- ساكري مونتي من بيدمونت ولومباردي
- جبل فارالو المقدس
- جبل الجلجثة المقدس في دومودوسولا
- دير سان فيفالدو في مونتايون
- جبل أورتا المقدس
- جبل فاريزي المقدس
- جبل ساكرو دي كريا
- جبل غيفا المقدس
- جبل أوسوتشيو المقدس
- جبل أوروبا المقدس
- جبل بلمونتي المقدس

### ليتوانيا

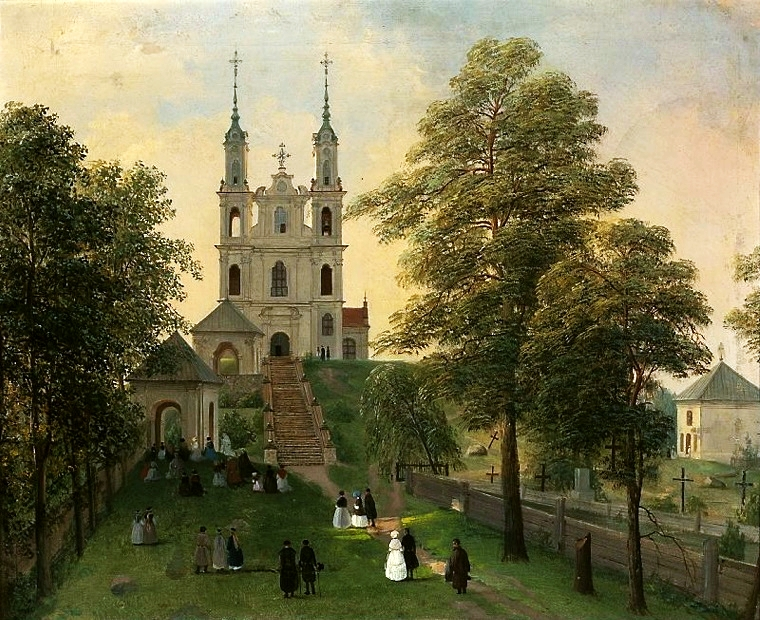
جلجلة فيركياي من القرن السابع عشر في فيلنيوس، ليتوانيا، أربعينيات القرن التاسع عشر

- زيمايتشي كالفاريا
- كالفاريا، ليتوانيا
- فيركياي الجلجثة

### بولندا

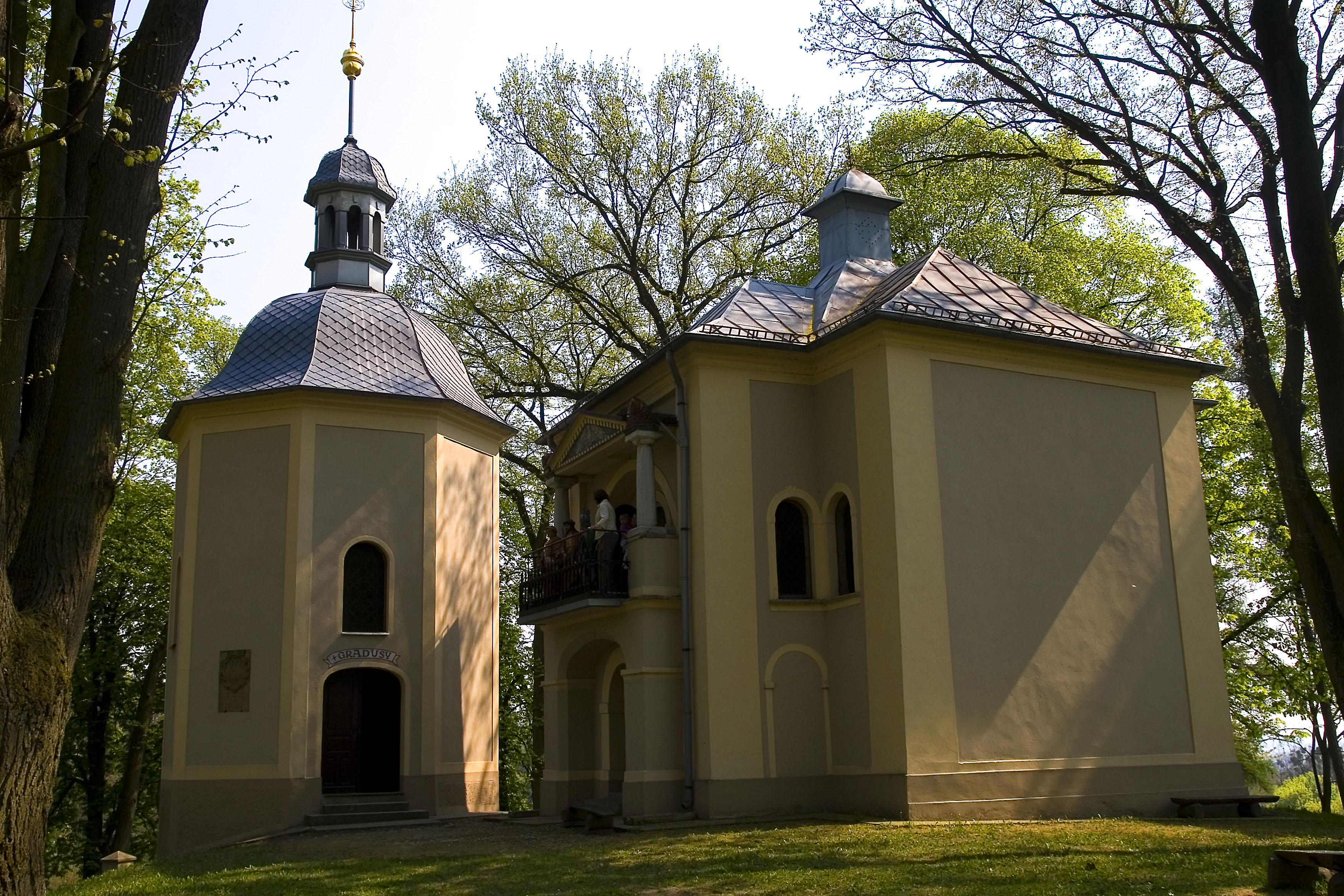
مصليات في الجلجثة في جورا شفيتيج آني، بولندا

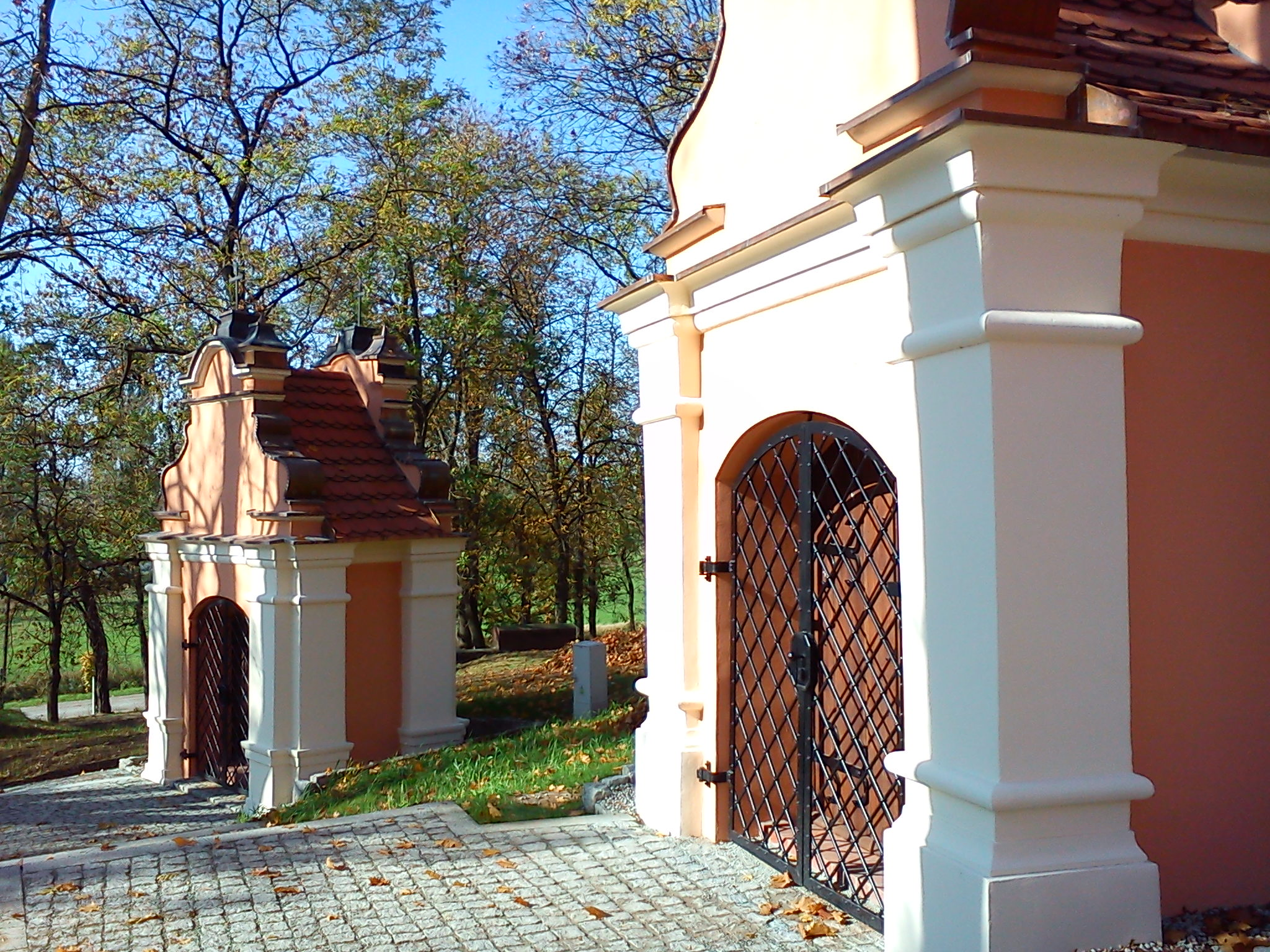
مصليات في كالفاري باكوشك، بولندا

- كالواريا زيبرزيدوسكا، بالقرب من كراكوف
- جورا كالواريا، بالقرب من وارسو
- ويهيروفو، بالقرب من غدانسك
- كالواريا باكلافسكا، بالقرب من برزيميسل
- كالواريا بانونيكا, في كاتوفيتشي
- باكوشك، بالقرب من إينوفروسلاف
- جورا سويتيج آني، بالقرب من أوبول
- وامبيرزيس، بالقرب من كلودزكو
- أوجيتشي، بالقرب من بيلا
- كرزيشوف، بالقرب من فالبرزيخ
- بسزو، بالقرب من وودزيسلاف سلاسكي
- باردو، بالقرب من كلودزكو
- بيكاري سلاسكي، بالقرب من بيتوم
- غلوتوفو، بالقرب من أولشتين
- فيلي، بالقرب من تشوجنيس
- كودين، بالقرب من بيالا بودلاسكا

### رومانيا
- في قرية بيلد، مقاطعة تيميس[2]

### سلوفاكيا
- كالفاريا بانسكا ستيافنيكا
- بريشوف
- القدس سبيشسكي
- براتيسلافا - أقدم سلاح فرسان في المملكة المجرية
- ماريانكا
- سكاليكا
- روزنافا
- نيترا
- دوجاني، منطقة بيزينوك[3]

### سلوفينيا
- في أحزان الجلشة
- كالفاريا (ماريبور)

### إسبانيا
- في استطلاع إنكا

### الولايات المتحدة
- كنيسة الصعود، بالقرب من كولد سبرينج، مينيسوتا
- كاليفاري هيل (سابقًا)، سانت كلاود، مينيسوتا
- طريق الصليب، نيو أولم، مينيسوتا

### ويلز
- دير القديس ديفيد الكبوشي، بانتاساف، فلينتشاير

## روابط خارجية
- مركز توثيق ساكري مونتي وتلال الجلجثة والمواقع التذكارية الأوروبية
- إليزبيتا بيلسكا-فوديكا، الكالفاريات الأوروبية: تحليل الهياكل والأنواع والأصول
- جبل ساكري: من القدس إلى الجبال المقدسة
- الجلجثة البولندية: العمارة كمسرح لآلام المسيح